# Amazon (serie de televisión)
Amazon (conocida también como Peter Benchley's Amazon y en España como Perdidos en el Amazonas) fue una serie de televisión canadiense creada por el escritor Peter Benchley y producida por las compañías Alliance Atlantis Communications & WIC Entertainment y la alemana Beta Film GmbH. Los 22 episodios se emitieron entre 1999 y 2000. En España fue emitida los fines de semana por La 1 de Televisión Española.
La trama y el tono de la serie es extremadamente similar a la serie Lost, que se creó poco después.

## Trama
La serie se centra en seis supervivientes de un avión que se estrella en la selva del Amazonas. El grupo es capturado por una extraña tribu de hombres blancos que dicen ser descendientes de unos colonos británicos perdidos en la jungla (sic).
Varios de los protagonistas escapan del poblado para encontrarse con algo mucho peor: una demente científica canadiense de dientes afilados lidera a una tribu de caníbales con el propósito de hacerse con el control de todas las tribu vecinas.
La serie termina con un cliffhanger y la segunda temporada nunca se rodó.

## Reparto
- C. Thomas Howell – Dr. Alex Kennedy
- Carol Alt – Karen Oldham
- Fabiana Udenio – Pia Claire
- Chris Martin – Jimmy Stack
- Rob Stewart – Andrew Talbott
- Tyler Hynes – Will Bauer

## Episodios
- 1	"Fallen Angels"	Jon Cassar	Peter Benchley	25 de septiembre de 1999
- 2	"Nightfall"	Jon Cassar	2 de octubre de 1999
- 3	"Suffer the Little Children"	Ron Oliver	Malcolm MacRury	9 de octubre de 1999
- 4	"Exodus"	Ron Oliver	Paul Aitken	16 de octubre de 1999
- 5	"The Chosen"	Jon Cassar	Heather Conkie	23 de octubre de 1999
- 6	"The End of the World"	Jon Cassar	Heather Conkie & Malcolm MacRury	30 de octubre de 1999
- 7	"The Lost Words"	Terry Ingram	Paul Aitken	6 de noviembre de 1999
- 8	"Resurrection"	Holly Dale	Heather Conkie	13 de noviembre de 1999
- 9	"The Blood Angel"	Terry Ingram	Malcolm MacRury	20 de noviembre de 1999
- 10	"War"	Milan Cheylov	Paul Aitken	27 de noviembre de 1999
- 11	"Eyes in the Dark"	John Bell	Heather Conkie	22 de enero de 2000
- 12	"The First Stone"	TBA	TBA	29 de enero de 2000
- 13	"The Devil's Army"	TBA	TBA	5 de febrero de 2000
- 14	"The Finding"	TBA	TBA	12 de febrero de 2000
- 15	"Escape"	Clay Borris	Paul Aitken	19 de febrero de 2000
- 16	"Home"	T.W. Peacocke	Malcolm MacRury	26 de febrero de 2000
- 17	"The Pale Horseman"	TBA	TBA	15 de abril de 2000
- 18	"The White Witch"	TBA	TBA	22 de abril de 2000
- 19	"Circle of Fire"	T.W. Peacocke	Heather Conkie	29 de abril de 2000
- 20	"Babel"	TBA	TBA	6 de mayo de 2000
- 21	"Wild Child"	TBA	TBA	13 de mayo de 2000
- 22	"A Bible and a Gun"	TBA	TBA	20 de mayo de 2000

## Home media
Alliance Home Entertainment publicó la serie completa en DVD solo para Canadá en 22 de febrero de 2011.